# 1831 au Nouveau-Brunswick
Chronologie du Nouveau-Brunswick
- 1827
- 1828
- 1829
- 1830
- 1831
- 1832
- 1833
- 1834
- 1835

Cette page concerne des événements survenus en 1831 dans la colonie du Nouveau-Brunswick.

## Événements
- Création du Comté de Carleton.
- Fondation de l'entreprise New Brunswick and Nova Scotia Land Company.
- 9 septembre : Archibald Campbell succède à Howard Douglas comme lieutenant-gouverneur du Nouveau-Brunswick.

## Naissances
- 4 janvier : Abner Reid McClelan, lieutenant-gouverneur du Nouveau-Brunswick.
- 26 novembre : David Irvine, député.